# Zero (Laura Pausini)
Zero è un singolo della cantante italiana Laura Pausini, pubblicato il 10 novembre 2023 come quarto estratto dal quattordicesimo album in studio Anime parallele.

## Descrizione
Il testo è stato scritto da Alessandro La Cava, Federica Abbate e Francesco Catitti, la musica da Cheope e Francesco Catitti. La canzone è stata adattata e tradotta in lingua spagnola dalla cantante con il titolo Cero ed inserita nell'album Almas paralelas, ed estratta come quarto singolo in Spagna e terzo singolo in America Latina. Il brano con un ritmo pop-dance, è un canto liberatorio di una donna consapevole delle proprie esigenze, pronta ad accettare ogni sfida con lo scopo di provare nuove emozioni ed esperienze. La cantante ha dichiarato:

## Video musicale
Il videoclip è stato reso disponibile in contemporanea con l'uscita del singolo attraverso il canale YouTube della cantante, sia nella versione italiana che nella versione spagnola.